# Anders Nyström (1836–1918)
Anders Lorenz Nyström, född 19 februari 1836 i Gamleby församling, Kalmar län, död 25 juli 1918 i Hällestads församling, Östergötlands län, var en svensk präst.

## Biografi
Anders Lorenz Nyström föddes 1836 i Gamleby församling. Han var son till hemmansägaren Nils Lorenz Svensson och Maja Greta Nyström på Sothem. Nyström studerade i Västervik och blev höstterminen 1857 student vid Uppsala universitet. Han avlade teoretisk teologisk examen 1 februari 1865, praktisk teologisk examen 31 maj 1865 och prästvigdes 3 oktober 1865. Nyström blev 10 januari 1870 komminister i Hällestads församling och avlade 8 april 1879 pastoralexamen. Han blev 11 augusti 1888 kyrkoherde i församlingen, tillträdde 1891 och var från 17 september 1902 till 31 augusti 1917 kontraktsprost i Bergslags kontrakt. År 1912 blev han ledamot av Vasaorden. Nyström avled 1918 i Hällestads församling och begravdes 31 juli samma år.

### Familj
Nyström gifte sig första gången 10 juni 1872 med Vendela Maria Charlotta Gyllenhammar. Hon var dotter till justitierådet Axel Fredrik Gyllenhammar och Maria Katarina Sparre af Rossvik. De fick tillsammans elementarlärarinnan Vendal Maria Charlotta Nyström (född 1873) i Stockholm.
Nyström gifte sig andra gången 10 oktober 1888 med Elisabeth Mathilda Emanuelsson (född 1853). Hon var dotter till kyrkoherden Per Jakob Emanuelsson i Hällestads församling. De fick tillsammans barnen skolkökslärarinnan Lydia Elisabet Nyström (född 1889) i Hällestad, Eva Maria Nyström (1891–1892) och arrendatorn Johannes Andreas Teodot Nyström (född 1895) i Hällestad.